# جان وايلد
جان وايلد (بالفنلندية: Jann Wilde)‏ هو كاتب أغاني ومغني فنلندي، ولد في 14 أبريل 1982 في ريهيماكي في فنلندا.

## وصلات خارجية
- الموقع الرسمي
- جان وايلد على موقع ميوزك برينز (الإنجليزية)